# اوکسیندر
اوکسیندر (به لاتین: Uxatindar) یک کوه در ایسلند است که در ایسلند واقع شده‌است.